# Pinnotheres dofleini
Pinnotheres dofleini is een krabbensoort uit de familie van de Pinnotheridae. De wetenschappelijke naam van de soort is voor het eerst geldig gepubliceerd in 1914 door Lenz.